# Svealutidae
De Svealutidae zijn een familie van uitgestorven kreeftachtigen uit de klasse van de Ostracoda (mosselkreeftjes).

## Geslacht
- Liangshanella Huo, 1956 †